# Wjatschaslau Janouski
Wjatschaslau Jauhenawitsch Janouski (belarussisch Вячаслаў Яўгенавіч Яноўскі, russisch Вячеслав Евгеньевич Яновский Wjatscheslaw Jewgenjewitsch Janowski, englische Transkription Vyacheslav Evgenevich Yanovskiy; * 24. August 1957 in Wizebsk, Weißrussische SSR, Sowjetunion) ist ein ehemaliger sowjetisch-belarussischer Boxer im Halbweltergewicht (60 bis 63,5 kg). Er gewann 316 von 361 Kämpfen und wurde 1987 Weltcupsieger sowie 1988 Olympiasieger.

## Amateurkarriere
Er wurde 1984 sowjetischer Vizemeister und nahm an den „Alternativ-Olympiaden“ auf Kuba teil, da die sozialistischen Staaten, also auch die Sowjetunion, die Olympischen Spiele 1984 in den USA boykottierten. Dabei besiegte er den Nordkoreaner Sen Chi Dak und Siegfried Mehnert aus der DDR jeweils nach Punkten, ehe er erst im Finale dem Kubaner Candelario Duvergel knapp mit 2:3 unterlag.
1985 erreichte er bei der 26. Europameisterschaft in Budapest die Bronzemedaille. Er war diesmal im Halbfinale Siegfried Mehnert nach Punkten unterlegen, nachdem er zuvor den Niederländer Reimo van der Hoeck, den Tschechen Stefan Cirok und den Schweden Lars Lundgren besiegt hatte.
1987 wurde er Sowjetischer Meister, wobei er im Finale den späteren Europa- und Weltmeister Igor Ruschnikow bezwang. Anschließend nahm er an der 27. Europameisterschaft in Turin teil, wo er den Vize-Europameistertitel gewann. Nach Siegen gegen Jan Heinemann aus Deutschland, Mario Di Lernia aus Italien und erneut Reimo van der Hoeck drang er ins Finale vor, wo er knapp mit 2:3 dem Bulgaren Borislaw Abadzhiew unterlag.
Ebenfalls 1987, gewann er mit Siegen gegen Carlos Rivas, Kim Ki Taek und Mirko Puzović, den 5. Weltcup in der jugoslawischen Hauptstadt Belgrad. 
1988 wurde er erneut sowjetischer Meister und gewann überragend die 24. Olympischen Sommerspiele 1988 in der südkoreanischen Hauptstadt Seoul. Er gewann die beiden Vorrundenkämpfe durch K. o. gegen den Dänen Søren Søndergaard und den Tansanier Rashid Matumla, gewann das Achtelfinale durch 5:0 gegen den Franzosen Ludovic Proto und das Viertelfinale durch 5:0 gegen den Sambier Anthony Mwamba. Im Halbfinale bezwang er den Deutschen Reiner Gies durch K. o. in der ersten Runde und zog ins Finale ein, wo er den Australier Grahame Cheney mit 5:0 bezwang. Er wurde damit zugleich der letzte sowjetische Olympiasieger im Boxsport.

## Profikarriere
1990 startete er in Japan seine Karriere als Profiboxer und gewann 30 von 32 Kämpfen. Am 9. März 1991 wurde er mit einem Punktesieg gegen Rick Yoshimura, Japanischer Meister im Halbweltergewicht und verteidigte den Titel sechsmal. Ab August 1992 boxte er wieder in Europa und wurde am 28. Januar 1993 Russischer Meister im Weltergewicht. Am 18. September 1993 wurde er in Düsseldorf Internationaler Deutscher Meister im Weltergewicht.
Seine einzige Niederlage als Profi erlitt er am 15. April 1995 durch K. o. in der zehnten Runde gegen Edwin Murillo aus Panama. Am 7. September 1996 gewann er den Pan-Asiatischen Meistertitel im Halbweltergewicht gegen den ungeschlagenen Kasachen Bakhyt Amanbayew. Im Februar 1997 bestritt er seinen letzten Boxkampf.
Nach seiner aktiven Karriere wurde er Cheftrainer der Boxnationalmannschaft Russlands und trainierte u. a. persönlich die russische Boxerin Natalja Ragosina.